# جيمس جي. باري
جيمس جي. باري (بالإنجليزية: James G. Barry)‏ هو سياسي أمريكي، ولد في 1800، وتوفي في 1880.